# Analiza DNK
Analiza DNK je postupak, forenzička tehnika utvrđivanja obilježja DNK pojedinca. Analiza namijenjena identificiranju vrste, a ne jedinke, naziva se barkodiranjem DNK. Genetička identifikacija, genetičko testiranje i genetičko profiliranje tehnike su koje se koriste za identifikaciju jedinki iste vrste samo pomoću uzoraka njihove DNK, odnosno genskog materijala. Ovu upotrebu genskog materijala uveo je 1985. na Sveučilištu u Leicesteru njezin izumitelj Alec Jeffries.
Kao forenzička tehnika u kriminalističkim istragama, uspoređuje profile osumnjičenika s dokazima DNK kako bi se procijenila vjerojatnost uključenosti u zločin. Koristi se u testiranju očinstva, za određivanje podobnosti za useljavanje te u genealoškim i medicinskim istraživanjima. Analiza se koristi u istraživanju populacije životinja i biljaka u poljima zoologije, botanike i poljoprivrede.
Počevši od 1980-ih, tehnološki napredak omogućio je korištenje DNK kao materijala za identifikaciju pojedinca. Prvi patent koji izravno pokriva korištenje varijacije DNK u forenzičke svrhe podnio je Jeffrey Glasberg 1983., na temelju istraživanja koje je proveo na Sveučilištu Rockefeller 1981.. U Ujedinjenom Kraljevstvu, genetičar Alec Jeffries samostalno je razvio postupak analize početkom 1984. radeći na Odjelu za genetiku Sveučilišta u Leicesteru.
Dvoje ljudi općenito ima veliku većinu zajedničkih sekvencija DNK. Genetička identifikacija koristi mikrosatelite - nizove koji se ponavljaju i imaju visok stupanj varijacije. Dvije osobe koje nisu u krvnom srodstvu imat će različit broj mikrosatelita na određenu lokusu. Korištenjem PCR-a za određivanje stupnja ponavljanja sekvencije na nekoliko lokusa, moguće je pronaći istu sekvenciju koja se u normalnim okolnostima ne bi mogla slučajno uspostaviti.[nedostaje izvor]
Forenzički stručnjaci opsežno koriste genetičku identifikaciju kako bi ustanovili moguću vezu između uzoraka krvi, kose, sline ili sjemena. Ova metoda identifikacije također je pomogla u mnogim slučajevima kada su pojedinci pogrešno optuženi i njihova nevinost utvrđena.[nedostaje izvor] Također se koristi u identifikaciji lešine i sastavu hrane. Ova vrsta identifikacije također se pokazala korisnom u postavljanju hipoteze o uzorku ljudske dijaspore u prapovijesti.[nedostaje izvor]
Ispitivanje se provodi prema pravilima pravosudnoga tijela koje ga zahtijeva. Ova vrsta ispitivanja obično je dobrovoljna, ali se može zatražiti i temeljem sudskog naloga. Nekoliko pravnih sustava u različitim zemljama započelo je sastavljanje jedinstvenih baza podataka koje sadrže genetičke podatke osuđenika. Od 2005. Ujedinjeno Kraljevstvo ima najveću bazu podataka te vrste na svijetu s više od 2 milijuna primjeraka.[nedostaje izvor] Veličina ove baze podataka i brzina kojom raste od posebnog su interesa za neke skupine za građanska prava u Ujedinjenom Kraljevstvu, gdje policija ima visok stupanj prava i ovlasti dobiti uzorke od interesa, pa čak i imati ih pravo zadržati čak i nakon oslobađajuće presude.[nedostaje izvor]